# Mark Shim
Mark Shim (Kingston (Jamaica), 21 november 1973) is een Jamaicaanse jazzsaxofonist.

## Biografie
Shim kwam met zijn ouders naar Canada als een acht maanden oude peuter. Vijf jaar later vestigde het gezin zich in de Amerikaanse stad Richmond (Virginia), de hoofdstad van de staat Virginia.
Na een jazzcursus die hij begon aan de Virginia Commonwealth University in 1991, ging Shim verder aan de William Paterson University in New Jersey in 1993. Hij besloot echter voortijdig om de lessen te verruilen met het podium en verhuisde naar Brooklyn (New York), waar hij deelnam aan jamsessies. Hamiet Bluiett merkte hem op tijdens een sessie in Harlem en hij debuteerde in 1995 als gastmuzikant op diens album Young Warrior, Old Warrior. Daarna verscheen hij op albums van Mose Allison, Betty Carter, Greg Osby en de Mingus Big Band, waarvan hij lid werd.
In 1998 bracht Blue Note Records zijn eerste album Mind over Matter uit, dat in 2000 werd gevolgd door Turbulent Flow. Beide albums hebben een modern tintje en zijn vaak behoorlijk snel en complex qua spel. Ze worden ook gevormd door hun gastmuzikanten, zoals gitarist David Fiuczynski, die bekend staat om zijn jazzpunk, die speelt op het eerste album, terwijl Stefon Harris (vibrafoon) en Edward Simon (piano en Fender Rhodes) een speciale noot spelen op het tweede album.
In 1999 vertrouwde Blue Note Greg Osby een project toe, waarin hij zowel Jason Moran als de jonge Blue Note-muzikanten Shim en Harris sponsorde en met hen het album New Directions opnam. Na deze albums verscheen Shim niet langer als leader. De afgelopen jaren werkte hij samen met Steve Lehman, Carmen Lundy, Onaje Allan Gumbs, Ben Sidran en Luis Perdomo. Hij bezocht Europa met The Headhunters onder leiding van Donald Harrison en T.M. Stevens. In 2018 is hij lid van het Vijay Iyer Sextet. Hij maakt sinds 2016 deel uit van Justin Brown's Ensemble Nyeusi en speelde elektronische blowmobs op het gelijknamige debuutalbum van 2018.

## Discografie
- 1998: Mind over Matter (Blue Note)
- 2000: New Directions (Blue Note) met Stefon Harris, Jason Moran, Greg Osby
- 2000: Turbulent Flow (Blue Note)